# José Antonio de Rojas
José Antonio de Rojas y Untuguren (Santiago du Chili, 1732 - Valparaíso, 1817) était un notable criollo et patriote chilien, qui lutta contre la domination coloniale espagnole dans les dernières décennies du XVIIIe siècle et au début du XIXe siècle.
Issu d’une famille puissante et fortunée, il participa en 1780 à la conspiration républicaine et indépendantiste avortée dite des Trois Antoine, ce qui lui valut un séjour en prison en Espagne. Dans les décennies suivantes, il participa à la mouvance indépendantiste, et fut brièvement détenu en 1810 sur le soupçon de complot. Quelques années plus tard, en 1814, alors qu’entre-temps la lutte indépendantiste avait pris corps et que les patriotes venaient de subir un important revers, il fut condamné aux arrêts de forteresse et mourut au bout de deux ans de détention.

## Biographie

### Ascendances et jeunes années
Fils d’Andrés de Rojas et de María Mercedes Untuguren Calderón, José Antonio de Rojas naquit à Santiago en 1732 au sein d’une famille notable et nantie. Après avoir servi comme capitaine de cavalerie, puis comme corrégidor à Lampa, au Pérou, il entreprit un voyage en Europe, d’où il s’en revint en 1775 chargé d’ouvrages d’auteurs des Lumières françaises, parmi lesquels l’Encyclopédie, qui déterminèrent son ralliement aux idées libérales.

### Conspiration des Trois Antoine
En 1781, il fut impliqué dans la conspiration dite des Trois Antoine, à laquelle eurent part également deux citoyens français, ‒ Antoine Berney, installé au Chili depuis environ 1776, et Antoine Gramusset, originaire du Bugey et venu au Chili en 1764 ‒, qui partageaient ses idéaux et en complicité avec lesquels il projeta d’instaurer au Chili un système politique républicain appelé à supprimer les différences sociales et à abolir l’esclavage. La conspiration bientôt découverte, les deux conjurés français furent expédiés enchaînés d’abord à Lima, où ils restèrent incarcérés pendant un an, puis embarqué à bord d’un vaisseau à destination de l’Espagne pour y être jugés. Le navire qui les transportait fit cependant naufrage devant les côtes du Portugal, entraînant la mort immédiate de Berney et, trois mois plus tard, celle de Gramusset. Quant à Rojas, il fut, eu égard à sa position sociale, envoyé en Espagne, et à l’issue d’un séjour en prison dans ce pays, renvoyé à Santiago. 

### Nouvelles arrestations
Dans les décennies suivantes, l’on vit, dans le logis de Rojas, se réunir les clubs politiques et se tenir des fêtes qui avaient pour but de diffuser les idées des Lumières parmi les criollos chiliens. Une crise politique éclata en 1810 quand le roi Ferdinand VII, prisonnier de Napoléon, fut dans l’incapacité de régner sur ses possessions en Amérique. Cette année-là, De Rojas fut détenu en même temps que Juan Antonio Ovalle et Bernardo de Vera y Pintado, sur ordre du gouverneur Francisco Antonio García Carrasco, à la suite d’une dénonciation à propos d’un complot indépendantiste que les trois auraient ourdi. En dépit des réticences du Cabildo, les suspects furent transférés à Valparaíso, et Rojas et Ovalle envoyés au Pérou, d’où ils purent bientôt retourner au Chili après avoir fait la preuve de leur innocence. Cet impair provoqua par contrecoup la chute du gouverneur Carrasco et son remplacement par le Chilien Toro Zambrano.
Après la défaite des patriotes à Rancagua en octobre 1814 et le commencement de la reconquête royaliste, il fut détenu de nouveau et condamné à la déportation au préside de Juan Fernández, où il resta emprisonné de 1814 à 1816. Sa santé précaire motiva son transfert à Valparaíso en 1816, où il s’éteignit peu de jours après.